# Dschanik Dschanojan
Dschanik Artaschessowitsch Dschanojan (russ. Джа́ник Арташе́сович Джаноя́н, andere Namensschreibweise: Janik Artashesovich Janoyan, armenisch: Ջանիկ Ջանոյան) (* 21. Oktober 1928 in Gjumri, Armenische SSR; † 1. Dezember 2010) war ein sowjetischer bzw. armenischer Politiker und Manager.

## Biografie
Nach dem Schulbesuch studierte er Ökonomie an der Staatlichen Universität Jerewan und war nach Beendigung des Studiums zwischen 1951 und 1956 Offizier in der Roten Armee. Nach Beendigung des Militärdienstes wurde er zunächst Mitarbeiter im Finanzministerium und dann von 1957 bis 1975 beim Ministerrat der Armenischen Sozialistischen Sowjetrepublik.
Dschanojan trat 1951 in die KPdSU ein. Ab 1975 war er Mitglied des Obersten Sowjets der Armenischen SSR.
1975 wurde er zum Finanzminister der Armenischen SSR ernannt. Nach der Souveränität von der Sowjetunion am 21. September 1991 wurde er erster Finanzminister der neugegründeten Republik Armenien und bekleidete dieses Amt in der Regierung von Ministerpräsident Hrant Bagratjan sowie den nachfolgenden Kabinetten von Gagik Harutjunjan und Chosrow Arutjunjan bis zum 16. Februar 1993.
Im Anschluss wurde er im März 1993 zum Vorstandsvorsitzenden der Armenischen Entwicklungsbank und verblieb in dieser Funktion bis 2007.
Für seine Verdienste wurde ihm von der Regierung die Anania-Schirakatsi-Medaille verliehen. Außerdem wurde er mit dem Orden des Roten Banners der Arbeit ausgezeichnet.